# Excellence (Schiff)
Die Excellence (deutsch „Vortrefflichkeit“) ist eine Megayacht, hergestellt von Abeking & Rasmussen in Lemwerder.

## Allgemeines
Der Schiffsrumpf wurde im Unterauftrag auf einer Stettiner Werft aus Stahl gefertigt und im Winter 2018 zur Fertigstellung nach Lemwerder geschleppt. In der Werfthalle erfolgte der weitere Ausbau der Yacht, die dann im Mai 2019 mit einem Schiffslift wieder zu Wasser gelassen wurde. Auffällig ist der markante Bug, der der Megayacht A ähnelt. Das Interieur wurde vom britischen Büro Winch Design entworfen.
Die Excellence wurde im September 2019 abgeliefert. Eigner der Yacht ist der amerikanische Milliardär Herb Chambers.